# Нюкла (Колорадо)
Нюкла (англ. Nucla) — місто (англ. town) в США, в окрузі Монтроуз штату Колорадо. Населення — 585 осіб (2020).

## Географія
Нюкла розташована за координатами 38°16′0″ пн. ш. 108°32′55″ зх. д. / 38.26667° пн. ш. 108.54861° зх. д. (38.266534, -108.548716).  За даними Бюро перепису населення США в 2010 році місто мало площу 1,86 км², уся площа — суходіл.

## Демографія
Згідно з переписом 2010 року, у місті мешкало 711 особа в 307 домогосподарствах у складі 191 родини. Густота населення становила 382 особи/км².  Було 367 помешкань (197/км²).
Расовий склад населення:
| - 96,8 % — білих - 0,7 % — корінних американців - 0,6 % — чорних або афроамериканців - 0,3 % — азіатів |

До двох чи більше рас належало 1,0 %. Частка іспаномовних становила 5,1 % від усіх жителів.
За віковим діапазоном населення розподілялося таким чином: 26,4 % — особи молодші 18 років, 53,9 % — особи у віці 18—64 років, 19,7 % — особи у віці 65 років та старші. Медіана віку мешканця становила 42,6 року. На 100 осіб жіночої статі у місті припадало 89,1 чоловіків;  на 100 жінок у віці від 18 років та старших — 90,9 чоловіків також старших 18 років.
Середній дохід на одне домашнє господарство  становив 46 447 доларів США (медіана — 30 000), а середній дохід на одну сім'ю — 60 512 долари (медіана — 45 000). Медіана доходів становила 51 111 долар для чоловіків та 37 500 доларів для жінок. За межею бідності перебувало 31,6 % осіб, у тому числі 55,2 % дітей у віці до 18 років та 28,7 % осіб у віці 65 років та старших.
Цивільне працевлаштоване населення становило 229 осіб. Основні галузі зайнятості: освіта, охорона здоров'я та соціальна допомога — 15,7 %, роздрібна торгівля — 14,0 %, транспорт — 11,8 %, будівництво — 10,0 %.